# Glossopsitta concinna
Il lorichetto muschiato (Glossopsitta concinna) è un uccello della famiglia degli Psittaculidi. È l'unica specie del genere Glossopsitta.